# Геологическое строение Японии

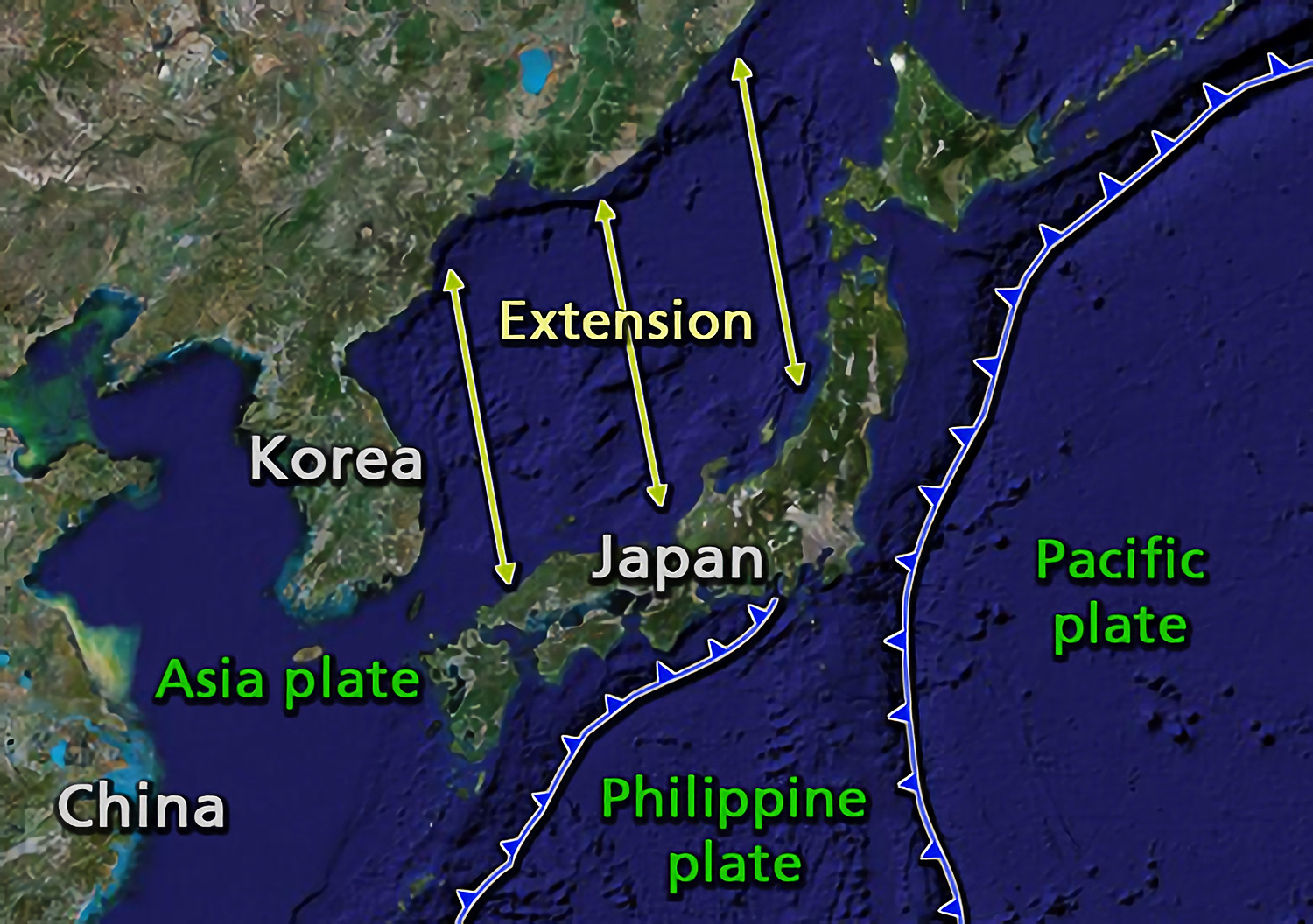
Японские острова

Японские острова образовались в результате движений литосферных плит, происходивших сотни миллионов лет, начиная с середины силурийского периода по плейстоцен, и субдукции Филиппинской плиты под Амурскую и Окинавскую плиты, а Тихоокеанской плиты — под Охотскую плиту.
Япония изначально была частью восточного побережья Евразии. Океанические плиты, будучи глубже континентальных, приподняли Японию на восточной окраине материка, открыв 15 млн л. н. котловину Японского моря. Татарский и Корейский проливы открылись гораздо позже.
Япония находится в зоне Тихоокеанского вулканического огненного кольца. Вся островная дуга подвержена частым интенсивным подземным толчкам и вулканическим извержениям. Разрушительные землетрясения, которые нередко приводят к цунами, происходят несколько раз в столетие. В списке самых последних крупных землетрясений — Тохоку (2011), Тюэцу (2004) и Великое землетрясение Хансин-Авадзи (1995).

## Геологическая история

### Фаза тектогенеза

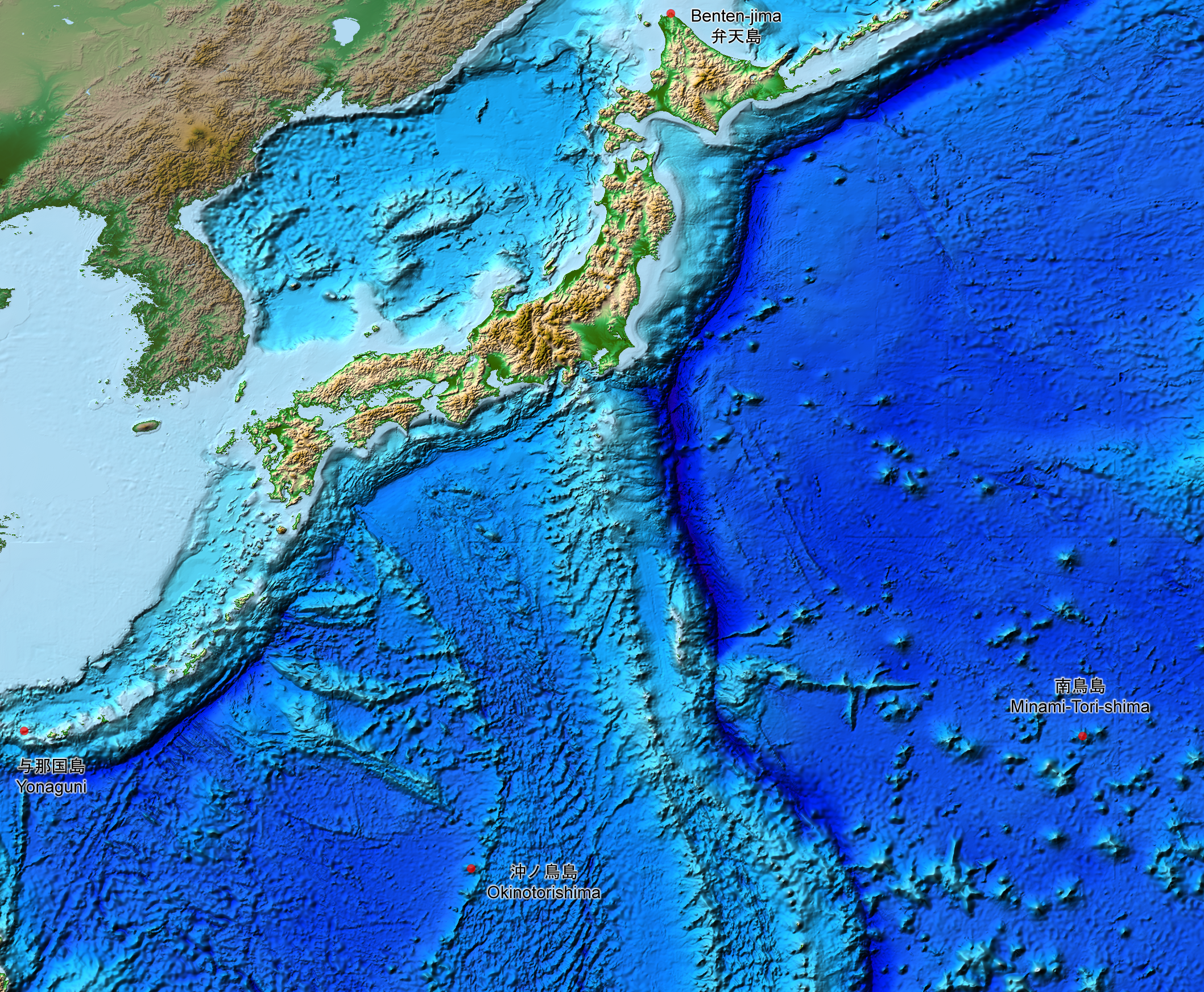
Топографическая и тектоническая карта Японских островов

Субдукция океанической плиты под континентальную началась на границе ордовикского и силурийского периодов (440 млн л. н.) и продолжается сегодня, формируя складчатую область на конвергентной границе шириной до 400 км. Несколько (9 или 10) океанических плит были полностью субдуцированы в толщу земной коры, и их остатки образовали парные метаморфические пояса. Последняя плита (Изанаги) была полностью субдуцирована 95 миллионов лет назад. В настоящее время Филиппинская плита погружается под Амурскую и Окинавскую плиты в северном направлении со скоростью 4 см/год, образуя желоба Нанкай и Рюкю. Тихоокеанская плита субдуцирует под Охотскую плиту с северо-востока на юго-запад со скоростью 10 см/год.

### Фаза островной дуги
Около 23 млн лет назад западная окраина Японии была прибрежной зоной Евразии. Погружающаяся плита приподняла в первую очередь ту часть Японии, в которой сейчас находятся регионы Тюгоку и Кюсю. 15—20 млн л. н. открылось Японское море (одновременно с Охотским), которое первоначально было пресноводным озером. 16 млн л. н., в миоценовую эпоху, Япония соединялась с восточным побережьем Евразии. Около 11 млн л. н., районы Японии, ставшие современными регионами Тохоку и Хоккайдо, постепенно поднимались с морского дна, и террейны Тюбу росли по мере столкновения небольших островков. Татарский и Корейский проливы открылись примерно 2 миллиона лет назад. В то же время образование грабена Фосса Магна сформировало равнину Канто.

Изменения береговой формы Японии в Кайнозое
Ранний Миоцен (23-18 млн л. н.)
Плиоцен (3.5-2 млн л. н.)
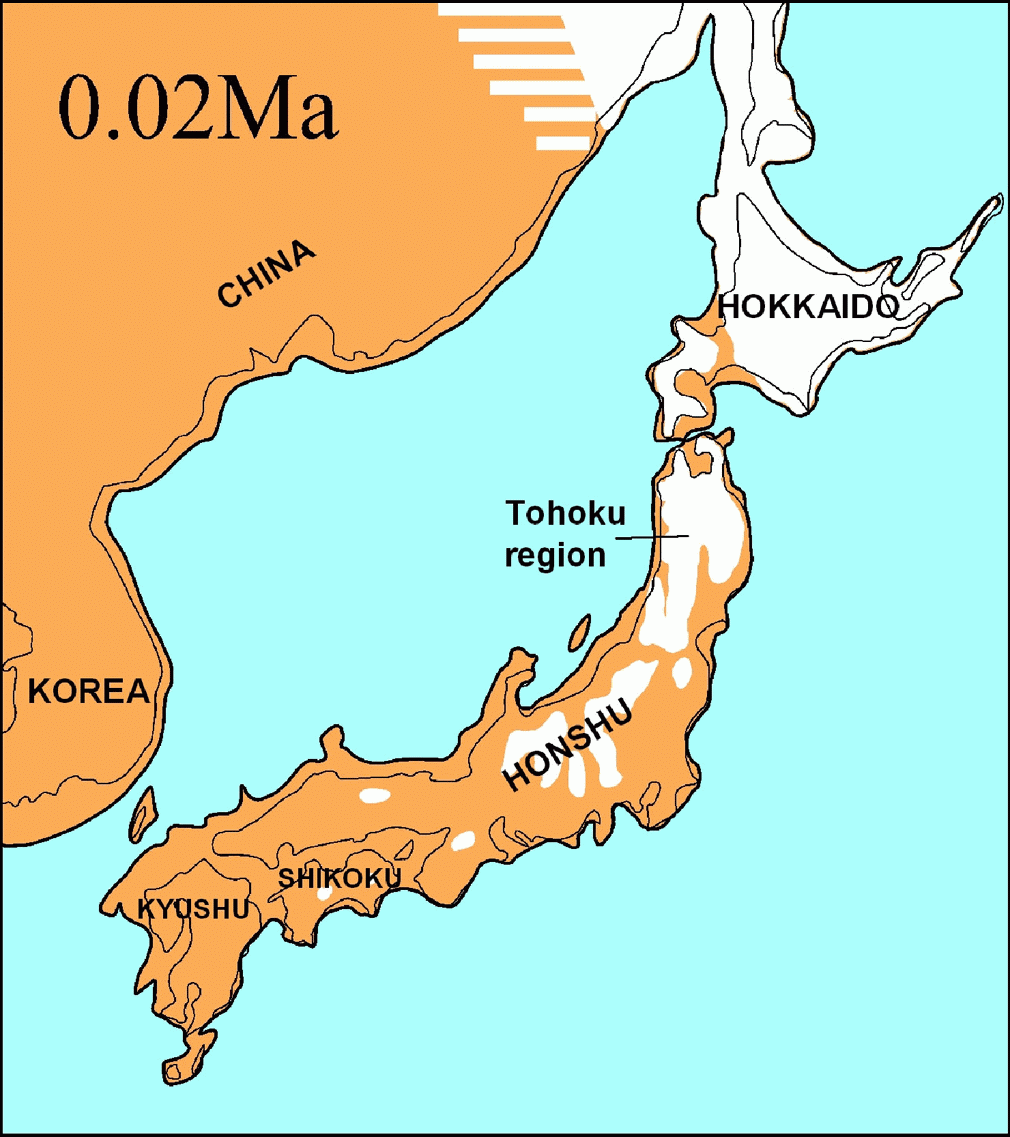
Поздний Плейстоцен (20 000 л. н.)

#### Геологическое строение
Японские острова делятся на три основных геологических области:
- Северо-восточная Япония, к северу от разлома Танакура, проявлявшего вулканическую активность 14—17 млн лет назад[4].
  - Разлом Идосава
  - Разлом Сэня
  - Горы Хидака
  - Горы Китаками
  - Горы Оу
- Центральная Япония, между разломами Танакура и Итоигава-Сидзуока.
  - Грабен Фосса Магна
  - Разлом Танна
  - Хребет Босо
- Юго-западная Япония, к югу от разлома Итогава-Сидзуока. На юго-западе Японии присутствуют несколько метаморфических поясов, тянущихся вдоль Центральной тектонической линии[5] . Часть Японии к северу от линии («внутренняя зона») содержит много гранитоидных фрагментов мелового-палеогенового периодов. К югу от линии находится «внешняя зона» — преимущественно аккреционные комплексы юрского периода.
  - Разлом Урасоко
  - Разлом Фукозу
  - Разлом Неодани
  - Разлом Нодзима
  - Складчатый пояс Хида (горы Хида и Риохаку)
  - Складчатый пояс Сангун
  - Складчатый пояс Майдзуру
  - Складчатый пояс Тамба-Мино
  - Складчатый пояс Риоке
  - Складчатый пояс Симанто[6]
  - Складчатый пояс Самбагава[7]
  - Складчатый пояс Титибу[8]
  - Складчатый пояс Самбосан
  - Грабен Беппу-Симабара

## Внешние ссылки
- Geological Survey of Japan — English homepage
- Geological Journal of Japan — English homepage
- National Archives of Japan: Tatoroyama no ki, survey of limestone cave in Mount Tatoro in Kozuke Province, 1837 (Tenpo 8).